# El maquinista
El maquinista (The Machinist en inglés) es una película hispano-estadounidense realizada en 2004 del género suspense psicológico, dirigida por Brad Anderson y escrita por Scott Kosar, está protagonizada por Christian Bale en compañía de Jennifer Jason Leigh, John Sharian, Aitana Sánchez-Gijón y Michael Ironside.
La película llamó la atención debido al compromiso de Christian Bale, quien había perdido 28 kg (62 libras) preparándose para el papel. 
Tras su estreno, tuvo una excelente acogida por parte de la crítica, que elogió la actuación del protagonista, y recaudó 8,2 millones de dólares con un presupuesto de 5 millones. Años después, se convirtió en una película de culto.

## Argumento

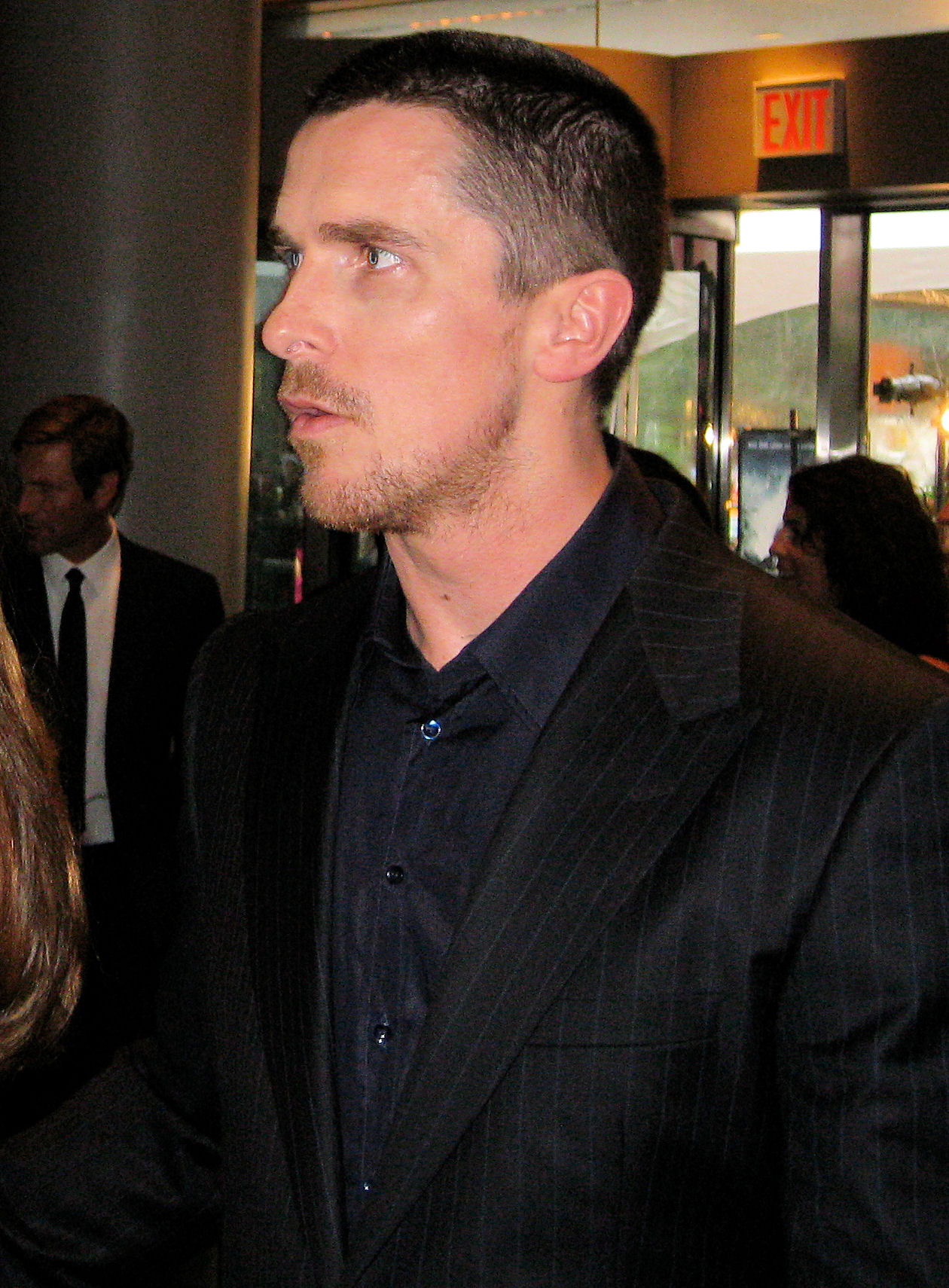
Christian Bale (Trevor Reznik), protagonista de la película.

La película se centra en la historia de Trevor Reznik (Christian Bale), un mecánico que trabaja como operario en una fábrica. Cronológicamente, la película empieza mostrando una escena final, en la que Trevor envuelve un cuerpo en una alfombra, para más tarde arrojarlo rápidamente al mar, ya que estaba a punto de ser descubierto por alguien. Después de haberlo arrojado al agua, un desconocido le pregunta: “¿Quién eres?”.
Reznik padece insomnio desde hace un año y se encuentra extremadamente delgado, lo que provoca, en un principio y en cierta medida, la indiferencia y el prejuicio de sus compañeros de trabajo. Un caso especial es el de Tucker (Craig Stevenson), cuyo rechazo hacia Trevor es manifiesto desde un principio.
Pero extraños y terribles acontecimientos comienzan a sucederse en la vida de Reznik cuando conoce a Iván (John Sharian), un misterioso y desagradable hombre que dice reemplazar a Reynolds, uno de los compañeros de la fábrica donde trabaja.
El calvario de Reznik apenas comienza cuando un día, por una distracción creada por Iván, accidentalmente pone en marcha una fresadora que estaba siendo calibrada por Miller (Michael Ironside), en la que éste queda atrapado y pierde uno de sus brazos. Este hecho convierte la indiferencia de sus compañeros en abierto rechazo.
Como si eso no bastara, un siniestro juego del ahorcado de seis letras aparece de la nada en su refrigerador.
Sus pesares son de algún modo mitigados por dos mujeres a las que visita con frecuencia; una de ellas es Stevie (Jennifer Jason Leigh), una prostituta a la que tiene especial afecto; la otra es Marie (Aitana Sánchez-Gijón), una camarera, considerada por Reznik como una gran compañía en sus largas noches de insomnio. Una de esas largas noches, y en vista de que se aproximaba el día de la madre, Marie se compadeció de la soledad que le afligía e invitó a Reznik a un parque de atracciones, al que iría acompañada de su hijo Nicholas (Matthew Romero), invitación que él aceptó complacido.
Un día después del accidente, al terminar su jornada laboral, Reznik se reunió con Iván en un bar. Allí, Reznik le manifiesta su sospecha sobre el puesto que supuestamente ocupaba en la fábrica, dado que Tucker le había dicho que no había nadie con el nombre de "Iván" que figurara en la nómina de pago. Después, como respuesta a los reproches de Reznik al decirle que "sólo estaban jugando con él" y seguidamente reírse, Iván le afirmó no haber causado el accidente, sino que el responsable era él. En un momento dado, Iván se ausenta para ir al baño, y Trevor aprovecha para revisar su billetera, en la que encuentra una foto de Iván y Reynolds juntos, este último sosteniendo un gran pescado.
Más tarde se da cuenta de que en el juego del ahorcado aparecen, al final, dos de las seis letras, una “E” y una “R”, respectivamente; y en el cadalso, una cabeza y un torso dibujados. Reznik lo arruga y lo tira a la basura. Inmediatamente va a ver a Stevie, a quien le transmite inconscientemente su estado de paranoia, al decir que existe una suerte de complot contra él, vinculado con el accidente que le amputó un brazo a Miller. Deduce como posibilidad que Tucker pueda estar involucrado.
En el parque de atracciones, Reznik tiene un flashback de él de niño y su madre, inspirado en el panorama ofrecido por Marie y Nicholas, que posaban para que les sacara una foto. Tras la insistencia de Nicholas, Trevor decide entrar con él a la atracción "Ruta 666" que, curiosamente, parece ser un reflejo alegórico retrospectivo de su propia vida después de haber conocido a Iván. En una bifurcación, Nicholas, quien conducía el pequeño automóvil rojo, elige la "ruta al infierno", desoyendo los consejos de Trevor de ir hacia la "ruta de la salvación". El niño sufre un ataque de epilepsia, siendo sacado a toda prisa por Reznik. En la casa de Marie, Reznik tiene nuevos recuerdos de su madre, al ver un tazón, un tocadiscos, y una carta de Nicholas escrita a Marie conmemorando su día con un dibujo que los representaba.
En su apartamento, frenético, se pone a buscar el papel que había arrojado a la basura. Con un lápiz completa los espacios vacíos escribiendo "Mother" (madre), y luego busca un álbum de fotografías. En ese álbum encuentra una foto en la que aparecen él y su madre en el mismo lugar en el que Reznik le tomó la foto a Marie y a su hijo.
En la fábrica, Tucker le dice a Reznik que lo ha cambiado de puesto. En el ínterin llega Miller bromeando, con ironía y rencor latente, sobre su condición. La actitud de Miller y de Tucker fortalecen las sospechas de Reznik sobre su hipótesis de un complot contra él. En el nuevo puesto, la máquina se enciende de repente, con su brazo atrapado en ella. Preso del pánico, pide ayuda, y uno de sus compañeros lo socorre y lo libera. Reznik cree que ha sido víctima del complot. Furioso, arremete contra todos, al tiempo que lo tratan de loco. Luego llega Tucker, que lo despide.
En la oscuridad del apartamento de Reznik, un humo espeso y maloliente emana desde dentro de la nevera. Mientras, la segunda y la tercera letra del juego del "ahorcado", la "I" y la "L", respectivamente, llevan a pensar a Reznik que fue Miller el que, según él, le tendió la trampa. En el cadalso, una de las piernas aparece dibujada.
Luego de una desafortunada visita a la casa de Miller, divisa el descapotable de Iván, al cual sigue para memorizar su número de matrícula. Después se deja atropellar para dirigirse a la comisaría de policía y argumentar que el accidente sufrido fue causado, supuestamente, por el automóvil de Iván. Un policía le pregunta si le habían robado el auto, pues era el vehículo que le había atropellado. Trevor responde desconcertado que no.
Tras una persecución a pie a causa de haber brindado información falsa a la policía, Reznik consigue huir, dirigiéndose hacia la casa de Stevie, que lo ayuda. Pero cuando ve las botas de Iván en su guardarropa y la foto en la que está con Reynolds, deduce que Stevie lo estaba traicionando con Iván. Por ello se inicia una discusión entre ellos, en la que Stevie le dice que el que está en la foto no es Iván, sino él mismo. Confundido, Reznik lo niega en un sollozo e insultándola. Ella lo echa tratándolo de psicópata.
Sintiéndose rechazado por cuantos lo rodeaban, acude a Marie. Para su sorpresa, lo atiende otra camarera, diciéndole que ella era "su" camarera y que allí no trabajaba ninguna Marie. Además, le dijo haberlo creído mudo al verlo todas las noches sentado en el mismo taburete mirando su café sin articular palabra. Nuevamente supone que existe una conspiración de Iván contra él.
Justo antes de llegar a su apartamento, en la puerta de calle, ve entrar a Iván y a Nicholas cogidos de la mano. Reznik entra detrás de ellos, y los busca en la oscuridad de su apartamento. Encuentra a Iván afeitándose en el baño, y le pregunta por Nicholas. Reznik cree que lo ha asesinado, y que su cuerpo está en la bañadera. Iván le dice que Nicholas ya no puede oírlo. Ante la silenciosa perplejidad de Reznik, Iván continúa: "Vamos, como si no supieras que está muerto, ¿verdad? Debes hacer algo con esa memoria defectuosa que tienes, amigo". Reznik reacciona furioso, y lo degüella con el mismo cuchillo con que Iván se estaba afeitando. Luego, con alivio, comprueba que en la bañadera no estaba el cuerpo de Nicholas como había supuesto. Pero pronto recuerda el líquido putrefacto que chorreaba desde dentro de la nevera, lo que le hace suponer nuevamente lo peor. Cuando la abre, cae una cabeza de pescado en descomposición a sus pies. En este punto, se repite la escena del comienzo, en la cual se muestra a Trevor envolviendo un cadáver en una alfombra, sólo que ahora se sabe que ese cadáver es el de Iván. Reznik se predispone a arrojarlo al mar. Apremiado por la presencia de un hombre a lo lejos, lo arroja; la alfombra se desenrolla mostrándole la nada misma. Al darse vuelta, descubre que el hombre que estaba a lo lejos era Iván.
De nuevo en su apartamento, mirándose al espejo, Trevor parece recordar algo que lo involucra, porque repite sin cesar "Sé quién eres": Recuerda cómo atropella a un niño idéntico a Nicholas con un descapotable rojo (el mismo que conducía Iván) por distraerse para encender un cigarrillo. La madre del niño (Marie) aparece en la escena, en tanto que Reznik huye a toda prisa de la misma. La culpa no asumida por este hecho durante un año entero se manifestó en él bajo la forma del insomnio que padeció todo ese tiempo. Luego completa con las letras faltantes el juego del ahorcado, formando la palabra "Killer" (asesino), esta vez no ya con lápiz como las veces anteriores, sino con un grueso rotulador negro, el definitivo.
Tras la recuperación de esta memoria profundamente reprimida, considera por un instante ir al aeropuerto y huir. Finalmente, cambia de opinión y conduce hacia la comisaría de policía, siendo irónicamente la misma a la que se dirigió para reportar el falso accidente. En la recepción de la estación de policía, Reznik confiesa lo sucedido, apreciando una mezcla de señal aprobatoria con un saludo de despedida de Iván que se encontraba en el exterior. Los dos mismos policías que intentaron arrestarlo en su momento, ahora lo escoltaban hacia su celda, en la que al fin lograría conciliar el sueño por primera vez en un año.

## Reparto
- Christian Bale como Trevor Reznik
- Jennifer Jason Leigh como Stevie
- John Sharian como Ivan
- Aitana Sánchez-Gijón como Maria
- Michael Ironside como Miller
- Lawrence Gilliard, Jr. como Jackson (acreditado como Larry Gilliard)
- Reg E. Cathey como Jones
- Anna Massey como Sra. Shrike
- Matthew Romero como Nicholas
- Robert Long como Supervisor Furman
- Colin Stinton como Inspector Rogers
- Craig Stevenson como Tucker

## Producción
A pesar de su ubicación en la Costa Oeste de Estados Unidos, la película fue filmada en su totalidad en y cerca de San Adrián de Besós, Barcelona (España), así como la ciudad de El Prat de Llobregat. Fue producida por el sello Fantastic Factory de Filmax y Castelao Productions.
Christian Bale se entregó al hambre más de cuatro meses antes del rodaje, ya que su personaje era drásticamente delgado. Al parecer, su alimentación consistía en una taza de café solo sin azúcar y una manzana (o una lata de atún) al día. De acuerdo con los comentarios del DVD, perdió 28 kilos (62 libras), lo que redujo su masa corporal a 50 kilogramos (110 libras). Bale quería bajar a 45 kilogramos (99 libras), pero los productores no lo dejaron debido a problemas de salud. Más tarde recuperó su peso, más un adicional de 30 kilogramos (66 libras), a través de una alimentación adecuada y el levantamiento de pesas en la preparación para su papel en Batman Begins.
Brad Anderson se dañó la espalda durante el rodaje y dirigió gran parte de la película acostado en una camilla.

## Recepción
El maquinista fue bien recibida por la crítica. El 76% de 138 exámenes críticos fueron positivos. Roger Ebert, del Chicago Sun Times, otorgó a la película tres estrellas de cuatro, indicando que "el director Brad Anderson, que trabaja a partir de un guion de Scott Kosar, quiere transmitir un estado de ánimo, y él y Bale lo hacen con eficacia inquietante".
Por su papel en esta película, Christian Bale ganó el premio a Mejor Actor en el Festival de Cine de Sitges.

## Enlaces externos

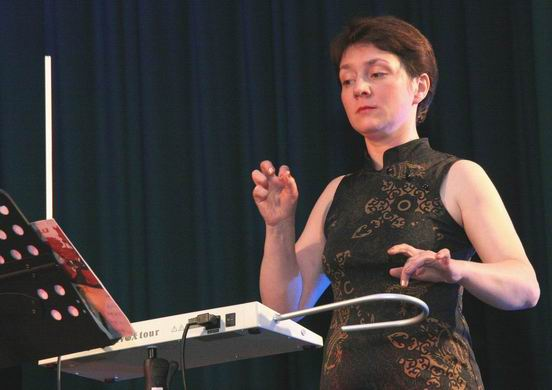
Lydia Kavina tocando el teremín. 5 de diciembre de 2005.